# Argyresthia
Argyresthia é um gênero de mariposa pertencente à família Acrolepiidae.